# Nehebkaou
Nehet-kaou (Néhebkaou) est un dieu serpent dont la puissance invincible protégeait l'Égypte et le monde inférieur qui n'est jamais que sa face négative.
Dans les textes des pyramides, il est appelé fils de Serket, la déesse scorpion.
Une autre traduction le donne pour fils de Geb et de la déesse des moissons Renenoutet.
Il apparaît dans le Livre des Morts comme une manifestation de Rê.
Son nom signifie « celui qui accouple (ou unit) les deux Ka » ou « Celui qui approvisionne les kas ».